# Dave Hyatt
Dave Hyatt (* 28. června 1972) je americký programátor, který je v současné době zaměstnán ve společnosti Apple, kde je součástí vývojového týmu zodpovědného za webový prohlížeč Safari a framework WebKit. Byl součástí týmu, který uvolňoval betaverze a verzi 1.0 tohoto prohlížeče. V současné době je architektem Safari a WebKitu.
Před prací v Apple Hyatt pracoval v letech 1997 až 2002 v Netscape Communications, kde pomáhal vyvíjet webové prohlížeče Mozilla. Je též spoluautor webového prohlížeče Camino (tehdy znám jako Chimera) a je spolu s Blakem Rossem spolutvůrcem Firefoxu (tehdy pod názvem Phoenix). Je podepsán pod implementaci funkce prohlížení v panelech ve všech uvedených prohlížečích. Vytvořil též a sepsal první specifikace jazyků XBL a XUL.